# 梶原あや
梶原 あや（かじわらあや）は、日本の漫画家、イラストレーター。女性。愛媛県松山市出身。高知大学教育学部卒業。

## 経歴
1993年、18歳の時にエニックス主催の4コママンガ大賞にて「けんけん猫間軒」（ぴよ吉名義）で佳作。1994年に『月刊少年ギャグ王』にて『殺し屋ジョージ』でデビュー。同じく4コママンガ大賞仲間で年齢もさほど変わらない三笠山出月とはウマが合ったようで2度の合作の他、広告漫画を交換で描くなど交流が深かった。
オリジナル作品ではファンシーな動物キャラ（特にウサギとパンダ）が登場するのが特徴。

## 作品リスト

### 連載終了
- 殺し屋ジョージ（月刊少年ギャグ王、全2巻）
- ちゅうちゅうパトロール（月刊少年ギャグ王、全1巻）
- けんけん猫間軒（月刊少年ガンガン、全1巻）
- 風雲! むくむく城（月刊Gファンタジー）
- 今月のネコラス（月刊Gファンタジー）
- にゃんこMe!（ヤングガンガン）
- 目指せ人気ブログ!!（まんがくらぶオリジナル、読者ページ）
- ツイッターじぃちゃんズ（まんがくらぶオリジナル、読者ページ）
- もしもしぐま（まんがくらぶオリジナル〈竹書房〉）

### 作品集
- 『梶原あや作品集』上下巻（2011年、復刊ドットコム）ISBN 978-4-8354-4735-3
  - 「殺し屋ジョージ」「ちゅうちゅうパトロール」「けんけん猫間軒」を収録。

### その他
- 4コママンガ劇場などのスクウェア・エニックス刊の4コマやアンソロジーに多数執筆。
- アニメ『ぱにぽにだっしゅ!』第6話エンドカード（極山裕、くぼたまことと共同）
- とんかつ専門店『清まる』キャラクターデザイン